# Podarcis cretensis
Podarcis cretensis — вид ящірок родини справжніх ящірок (Lacertidae). Один із 28 видів роду. Ендемік Греції. Мешканець середземноморських гірських і прилеглих рівнинних ландшафтів. Вид занесений до Бернської конвенції та інших природоохоронних документів.

## Етимологія
Наукова назва роду походить від грец. ποδαρκής = швидконогий.
Вид названий за типовою місцевістю (о. Крит).
Назва на інших мовах: Cretan Wall Lizard (англ.; дослівно «стінна ящірка критська»).

## Опис
Середня за розмірами стінна ящірка, із струнким тілом до 20 см завдовжки (L. + L.cd.). Довжина тіла від кінчика морди до клоаки (L.) до 6,5 см (зазвичай до 5,5 см). Хвіст (L.cd.) вдвічі  перевищує довжину тулуба з головою. Самці більші за самиць. Голова висока, пірамідальна, вкрита симетричними щитками. Тіло вкрите ребристою лускою.
Верхня сторона тіла зазвичай забарвлена в зелені кольори. Уздовж хребта може проходити тонка темна смуга. Боки часто темніші за спину. По краю черева, спереду і ззаду ніг є блакитні плями. Самки менш барвисті, часто коричневі. В окремих особин присутні бліді спинно-бокові смуги, а також облямовані темними лініями плями. Черево може бути білим, жовтим або помаранчевий, зазвичай з невеликою кількістю темних плям або без них.

## Поширення

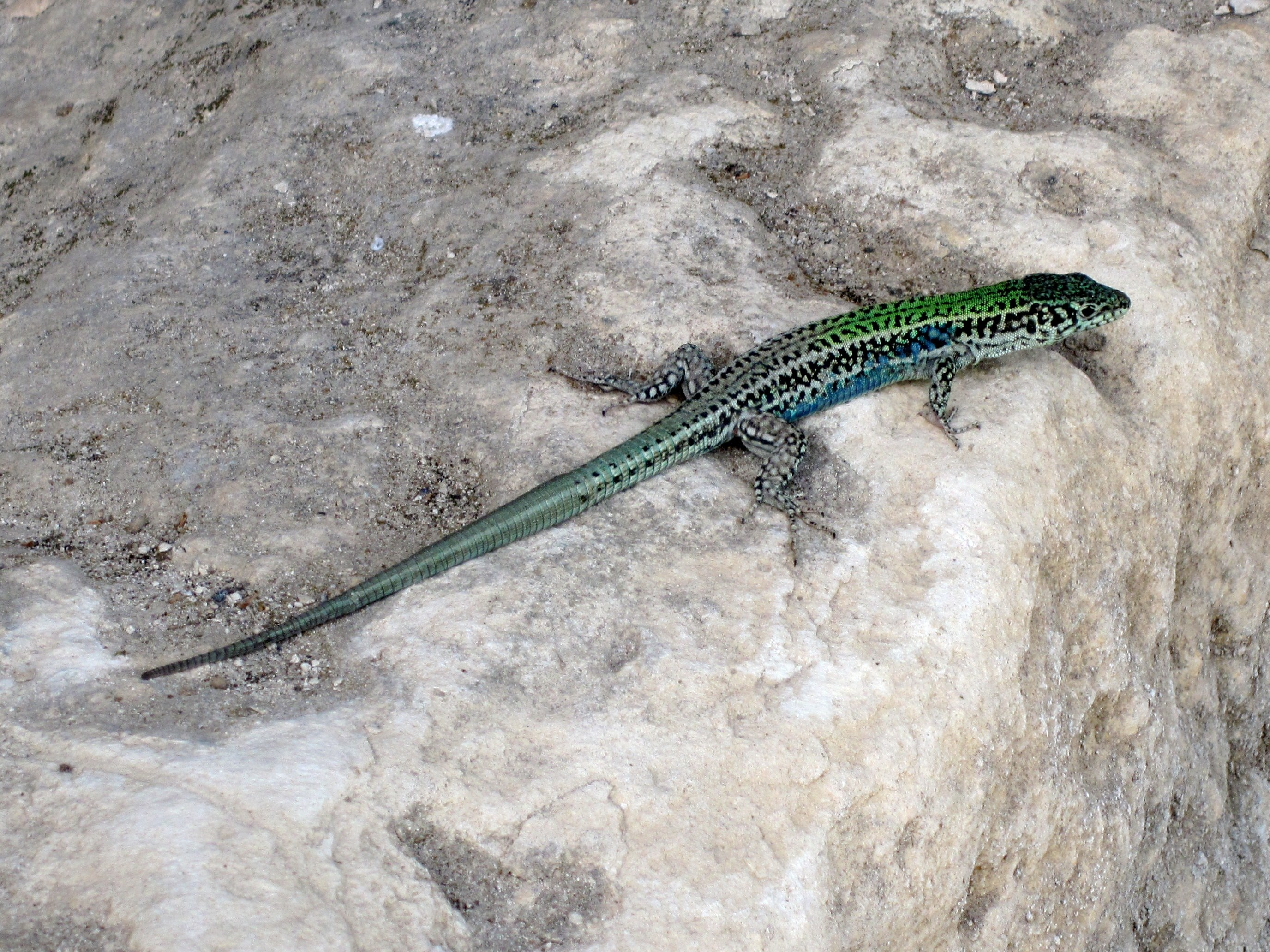
Podarcis cretensis на о. Крит

Ендемік Греції. Вид поширений на заході о. Крит та на численних прилеглих малих островах.

## Особливості біології
Населяє кам'янисті місцевості, сухі русла річок, низькі чагарники та інші більш-менш відкриті середземноморські ландшафти, від рівня моря до середньогір'їв (до 2100 м над рівнем моря), а також прибережні піщані дюни. Віддає перевагу помірно зволоженим ділянкам (наприклад, поблизу водойм), вкритим досить густою трав'янистою і чагарниковою рослинністю. Не уникає сільськогосподарських угідь (сади, виноградники ), околиць населених пунктів та узбіч доріг. Місцями ящірки досягають високої чисельності, особливо на малих островах.
Ящірки звичайно активні протягом року і тільки високо в горах уходять в зимову сплячку. Навесні і восени активні увесь день, з червня по вересень в середині дня ховаються в тінь та тимчасові сховища. Добре лазять по скелях, стінах, стовбурах дерев і в чагарниках, але більше наземні, ніж деякі споріднені види стінних ящірок. 
Podarcis cretensis належить до яйцекладних плазунів. В період розмноження (з лютого по травень) самці ревно охороняють свої індивідуальні ділянки, оглядаючи їх із високих предметів. Парування відбувається в березні — квітні. Самиці протягом літа можуть відкладати до двох кладок по 2—6 яєць.
Живиться переважно комахами, а також іншими дрібними безхребетними.

## Охорона
Стан більшості природних популяцій виду в межах ареалу залишається більш-менш стабільним. Саме тому він, згідно Червоного списку МСОП, отримав охоронний статус «відносно благополучний вид». Але на окремих островах спостерігається тенденція до зниження чисельності популяції виду. Головними загрозами є втрата та деградація середовища існування внаслідок урбанізації та розвитку туризму, а також винищення хижаками (котами), особливо на малих островах. Тому стінна ящірка критська занесена до Додатку ІІ Бернської конвенції (охоронна категорія: вид потребує особливої охорони), а також до Додатку IV Директиви Європейського Союзу 92/43/ЄС «Про збереження природних оселищ та видів природної фауни і флори» (охоронна категорія: види, які потребують суворої охорони)..
Стінна ящірка критська мешкає на ряді природоохоронних територій. Більшість островів, на яких трапляється цей вид, не заселені, але слід вжити заходів щодо контролю за транспортуванням ящірок як об'єктів торгівлі домашніми тваринами..

## Систематика
Один із 28 видів роду стінних ящірок (Podarcis).
Стінна ящірка критська (Podarcis cretensis) раніше входила як підвид до стінної ящірки Ерхарда (Podarcis erhardii). Описано кілька підвидів, але їх систематичний статус залишається дискусійним.